# Jean-Baptiste Daoust
Pour l’article homonyme, voir Daoust.
Jean-Baptiste Daoust (18 janvier 1817-28 décembre 1891) est un agriculteur et homme politique fédéral du Québec.

## Biographie
Né à Saint-Eustache dans le Bas-Canada, il fut préfet du comté de Deux-Montagnes et servit à ce titre pendant de nombreuses années. Il sert également comme commissaire à la petite cour des réclamations de l'endroit. 
Il représente le comté de Deux-Montagnes à l'Assemblée législative de la Province du Canada à partir de 1854. Après la Confédération, il est élu député du Parti conservateur en 1867. Ne se représentant pas en 1872, il décida d'effectuer un retour en politique lors de l'élection partielle de 1876. Réélu en 1878, 1882, 1887 et en 1891, il est mort en fonction en 1891 à l'âge de 74 ans.